# Erowid
Erowid, també anomenat Erowid Center, és una organització educativa sense ànim de lucre que proporciona informació sobre plantes psicoactives i productes químics.
Erowid documenta les substàncies legals i il·legals, inclosos els seus efectes desitjats i adversos. La informació l'obtenen de diverses fonts, com ara literatura publicada, experts en camps relacionats i experiències del públic en general. A més, el lloc web actua com a editor de nova informació i també com a biblioteca per a la col·lecció de documents i imatges publicades en altres llocs.

## Història
Erowid es va fundar l'abril de 1995 com una petita empresa i el seu lloc web va aparèixer sis mesos després. El nom "Erowid" va ser escollit per reflectir la filosofia de l'educació declarada de l'organització. Utilitzant arrels lingüístiques protoindoeuropees, "Erowid" es tradueix aproximadament com a "Saviesa de la Terra" ( * h₁er-, * weyd- ).
El 2005, es va formar l'organització educativa sense ànim de lucre 501(c)(3), "Erowid Center". Aquesta organització compta amb el suport de donacions i el seu lloc web està lliure de publicitat. Tot i que el seu enfocament principal se centra en el lloc web, l'Erowid Center també ofereix investigacions i dades per a altres organitzacions de reducció de danys, salut i educació. L'organització té la seu al nord de Califòrnia.
Fire Erowid i Earth Erowid són els sobrenoms dels dos creadors del lloc. Tots dos treballen a temps complet en el projecte, a més de parlar en conferències, produir investigacions originals i contribuir a la recerca enteogènica. Segons el lloc, la visió dels creadors inclou un "món on les persones tracten els psicoactius amb respecte i consciència; on les persones treballen juntes per recollir i compartir coneixements de manera que enforteixin la seva comprensió d'ells mateixos i proporcionin una visió de les opcions complexes a les quals s'enfronten els individus i societats per igual".
La missió del Centre Erowid és proporcionar i facilitar l'accés a informació objectiva, precisa i sense jutjar sobre plantes psicoactives, productes químics, tecnologies i qüestions relacionades. Segons un estudi, "Erowid és un recurs de confiança per a la informació sobre drogues, tant positiva com negativa". Ha estat àmpliament citat a tot el món per autors de llibres, revistes científiques i mèdiques, diaris, revistes, cineastes, programes de ràdio i televisió, Ph.D. estudiants, llocs web i altres productors de mitjans.

## Projectes

### Biblioteca en línia
La biblioteca conté més de 63.000 documents relacionats amb més de 737 substàncies psicoactives, incloent imatges, resums de recerca i resums, preguntes freqüents, articles de mitjans, informes d'experiència, informació sobre química, dosificació, efectes, llei, salut, tradicional i ús espiritual, i proves de drogues. El juliol de 2014 més de 17 milions de persones visiten el lloc web cada any.
El lloc generalment conté més detalls a les pàgines enumerades sota plantes i productes químics que en altres seccions. No té informació completa sobre els efectes específics de la majoria de productes farmacèutics. Aquesta informació pot aparèixer en altres pàgines del lloc web, on es pot llegir sobre les reaccions individuals de les persones a diversos fàrmacs.

### Baguls d'experiències
Erowid permet als visitants del lloc enviar descripcions de les seves pròpies experiències personals amb substàncies psicoactives per a la seva revisió i possible publicació. El lloc afirma que donen la benvinguda a totes les perspectives sobre l'experiència psicoactiva personal, incloses les positives, negatives i neutrals. La seva col·lecció consta de més de 30.000 informes editats, revisats i publicats, a més d'afirmar que tenen altres 55.000 informes inèdits en revisió. Molts dels seus informes es recullen de Bluelight.org, i les dues organitzacions han col·laborat per categoritzar i publicar informes de viatges psicotròpics amb drogues.

### DrugsData / EcstasyData
Erowid també gestiona DrugsData (abans EcstasyData), un programa independent de control de drogues de laboratori copatrocinat per IsomerDesign i DanceSafe, que controla la qualitat de l'èxtasi al carrer als Estats Units d'Amèrica.
Llançat el juliol de 2001, el seu propòsit és recollir, gestionar, revisar i presentar els resultats de control de fàrmacs de laboratori d'una varietat d'organitzacions. Les tauletes d'èxtasi de carrer es poden enviar de manera anònima a un laboratori amb llicència de la DEA per a les proves i després es publiquen les fotos de les tauletes i els resultats de les proves GC/MS al lloc web del projecte. EcstasyData ha publicat els resultats de les proves de prop de 3.000 mostres. Els costos de les proves de vegades s'han cobert amb el finançament del projecte (quan està disponible) i en altres ocasions els cobreixen els que envien tauletes per a la prova. Almenys un estudi publicat utilitza EcstasyData.org com a font principal de dades.

### Extractes d'Erowid
Erowid Extracts, el butlletí bianual dels membres d'Erowid, es publica cada any des del 2001. Ofereix actualitzacions sobre les activitats de l'organització, resultats de les enquestes dutes a terme a Erowid.org, informes d'experiència, nous articles sobre diversos aspectes de les plantes i drogues psicodèliques i psicoactives i informació sobre la cultura i els esdeveniments psicodèlics. Els nous números d'Extractes d'Erowid s'envien als membres, però els números anteriors estan disponibles al lloc web d'Erowid.

### Biblioteca de referència psicoactiva
Erowid i The Multidisciplinary Association for Psychedelic Studies (MAPS) van col·laborar en dos grans projectes de bases de dades de referència. Erowid ha aportat experiència i treball desenvolupant i coordinant la construcció d'una biblioteca de referència de drogues psicoactives en línia, i MAPS ha publicat una col·lecció similar.

### Arxiu de documents
Erowid Center també arxiva i proporciona accés a milers de textos antics a les seves biblioteques en línia i físiques. Mitjançant la recollida i la posada a disposició d'aquests textos, intenten promoure la comprensió dels contextos canviants que envolten l'ús de drogues psicoactives. Els principals projectes d'arxiu inclouen la col·lecció Albert Hofmann, la col·lecció Myron Stolaroff, documents d'⁣Alexander Shulgin i una instantània completa arxivada de The Hive.

## Recepció
A causa del tema presentat a Erowid.org, el lloc ha rebut elogis i crítiques tant dels mitjans de comunicació com dels funcionaris mèdics. Edward Boyer, metge d'urgències i toxicòleg, tot i que va admetre que Erowid té una gran quantitat d'informació útil, una vegada va argumentar que el lloc pot causar més mal que bé als consumidors potencials de drogues.
L'antropòleg Nicolas Langlitz va argumentar que Erowid també serveix de vegades com a mecanisme de vigilància posterior a la comercialització o de farmacovigilància en l'àmbit de les substàncies il·lícites i experimentals.